# Eerepenning der Groninger en Franeker Flankeurs

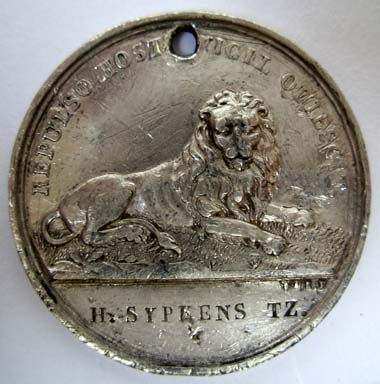
voorzijde

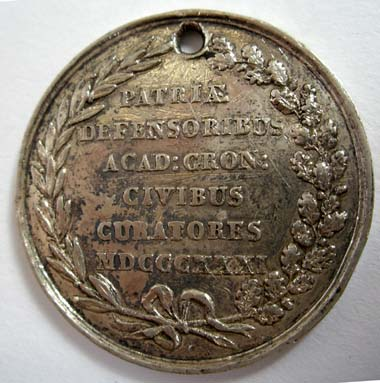
keerzijde

De Eerepenning der Groninger en Franeker Flankeurs werd in 1831 ingesteld door een comité van burgers. Het is geen Koninklijke Onderscheiding en geen onderscheiding van het Nederlandse leger. In alle universiteitssteden en ook in steden met een hogeschool werden dergelijke medailles ingesteld en door de dankbare burgerij bekostigd.
De leden van de Kompagnie Groninger Flankeurs en Franeker Flankeurs kregen bij terugkeer uit de opstandige Zuidelijke Nederlanden een zilveren penning met een middellijn van 30 millimeter. Op de voorzijde is een liggende Nederlandse leeuw afgebeeld met het omschrift "REPULSO HOSTE VIGIL QUIESCIT" (Latijn: "Hij rust waakzaam na de vijand verdreven te hebben"). Langs de afsnede de afkorting "V.D.K.F." ("Van Der Kellen Fecit" (Nederlands: Door Van der Kellen gemaakt) en de ingestempelde naam van de decorandus.
De keerzijde een krans van laurier- en eikenloof, waarbinnen de tekst "PATRIAE / DEFENSORIBUS / ACAD : GRON / CIVIBUS / CURATORES / MDCCCXXXI" (Latijn: "de curatoren aan de verdedigers van het vaderland, burgers der Groningse Academie, 1831").
Hoewel de penning in zilver aan de deelnemers is verleend zijn er ook afslagen in brons en ijzer bekend. De afgebeelde penning is doorboord, wat suggereert dat deze aan een lint of koord is gedragen.

Over de kleur van een lint is niets bekend. Het was in de 19e eeuw niet ongewoon om legpenningen, steeds impopulair bij de gedecoreerden die liever een "lintje", een medaille die men kon dragen, ontvingen op eigen initiatief van een lint te voorzien.
Museummedaille ·
Erepenning ·
Medaille van de Maatschappij tot Redding van Drenkelingen ·
Doggersbank-medaille ·
Broeder van de Orde van de Nederlandse Leeuw ·
Antwerpsche Medaille 1832 ·
Onderscheidingsteken voor Langdurige, Eerlijke en Trouwe Dienst ·
Eremedaille voor Kunst en Wetenschap ·
Eremedaille voor Voortvarendheid en Vernuft ·
De Ruyter-medaille ·
Regeringsmedaille ·
Medaille van het Carnegie Heldenfonds ·
Medaille van Verdienste van het Nederlandse Rode Kruis ·
Medaille voor trouwe dienst van het Nederlandse Rode Kruis ·
Erkentelijkheidsmedaille 1940-1945 ·
Inhuldigingsmedaille 1948 ·
Herinneringsmedaille Luchtbescherming 1940-1945 ·
Medaille van de Noord- en Zuid-Hollandsche Redding Maatschappij ·
Zilveren Anjer · 
Cultuurfonds Onderscheiding · 
Vrijwilligersmedaille Openbare Orde en Veiligheid ·
Vaardigheidsmedaille van de Nederlandse Sport Federatie ·
Inhuldigingsmedaille 1980 ·
Herinneringsmedaille VN-Vredesoperaties ·
Herinneringsmedaille Multinationale Vredesoperaties ·
Herinneringsmedaille Internationale Missies ·
Huwelijksmedaille 2002 ·
Herinneringsmedaille Buitenlandse Bezoeken ·
Marinemedaille ·
Landmachtmedaille ·
Marechausseemedaille ·
Luchtmachtmedaille
Zie ook: Ridderorden en onderscheidingen in Nederland